# سان ماميس دي برغش
بلدية سان ماميس دي برغش (بالإسبانية: San Mamés de Burgos)‏, هي إحدى بلديات مقاطعة برغش, التي تقع في منطقة قشتالة وليون, والتي تقع في شمال غرب إسبانيا.
يبلغ عدد سكانها 211 نسمة وفقاً لإحصائية سنة (2002).